# Кировоград (аэропорт)
Аэропорт Кировоград (укр. Аеропорт Кіровоград) — аэропорт города Кропивницкий, Украина.
В советское время аэропорт осуществлял перевозку пассажиров во многие города бывшего СССР, в частности, популярным направлением был Киев. В настоящее время регулярные авиарейсы из аэропорта Кировоград не осуществляются, аэропорт осуществляет только коммерческие и чартерные пассажирские перевозки (в основном, по заказам ООН).

## Современное состояние аэропорта
На данный момент кропивницкий аэропорт как целостная организация не существует. Пригодная для полетов взлетная полоса принадлежит Кропивницкой лётной академии. Аэровокзал находится в собственности авиакомпании МААК «УРГА». Аэропорту (коммунальному предприятию «Аэропорт Кировоград») принадлежит рулёжная дорожка для выруливания самолетов и несколько административных помещений.
Взлетная полоса аэропорта нуждается в реконструкции.

## Перспективы аэропорта
В настоящее время планируется создать в Кропивницком Международный аэропорт. Планируется подписание договора между собственниками хозяйства кировоградского аэропорта — МААК «УРГА», КП «Аэропорт Кировоград» и Государственной летной академией, а также передача всего хозяйства аэропорта в аренду МААК «УРГА» сроком на 49 лет. Заканчивается реконструкция аэровокзала. Тем не менее, средства для реконструкции взлетно-посадочной полосы (в том числе, удлинение до 2000 метров) и строительства другой, на которой уложено 600 метров покрытия, а также на реконструкцию остального хозяйства аэропорта (всего около 20 миллионов гривен) пока не найдены.
Генеральный директор МААК «УРГА» Леонид Шмаевич заявил, что его компания готова обеспечить чартерные рейсы из аэропорта Кировоград самолетами вместимостью от четырёх до сорока восьми пассажиров. Также он заявил, что после проведения реконструкции аэропорта он сможет обслуживать до 50 пассажиров в час. На данный момент закончилось строительство нового международного современного терминала площадью 500 м².

## Открытие аэропорта
22 октября 2010 года президент Украины Виктор Янукович открыл Международный аэропорт Кировоград. Президент перерезал символическую ленточку перед входом в новый аэровокзальный комплекс и совершил осмотр его помещений (зал регистрации пассажиров, помещение контроля безопасности полётов, зал паспортного контроля, зал ожидания). Как сообщил при этом руководитель ОГА, в то же время началась достройка второй взлетно-посадочной полосы аэропорта, длиной 2100 метров, которая будет в состоянии принимать крупные самолеты.
В настоящее время рейсы из аэропорта Кировоград авиакомпания МААК «УРГА» не производит.